# نوح وبستر
نوح وبستر (بالإنجليزية: Noah Webster)‏ (1172-1259هـ/1758-1843م) هو لغوي أمريكي.
أثارته الرغبة في وضع معيار للنحو والتهجي الأمريكيين، فألف كتاب «معهد اللغة الإنجليزية لقواعد النحو والصرف» (1783 ـ 1785)، وأصبح الجزء الأول منه ـ الذي نقح مراراً ـ كتاباً مدرسياً في التعليم الأمريكي. كتابه الأخير «القاموس الموجز» 1806 سبق كتابه «قاموس اللغة الإنجليزية الأمريكي» 1828، ويعرف حاليا باسم مريام وبستر وهو الذي في طبعاته الكثيرة ـ المنقحة حتى الوقت الحاضر ـ قد جعل من اسم وبستر كلمة شائعة تعني القاموس المعياري، وكان وبستر يأمل أن يؤدي عمله إلى ترقية المعاني الأخلاقية والوطنية، فضلاً على ترقية اللغة. وقد دافع عن أمور كثيرة، مثل حملته العنيفة من أجل قانون حق التأليف.
ناضل من أجل إقامة حكومة مركزية في وقت صياغة مواد الاتحاد، وبخاصة في كتابه «تخطيط للسياسة الأمريكية» 1785. أيد سياسة واشنطن فيما بعد، بوصفه محرراً صحفياً. أما تأثير عمله خلال حياته الطويلة فأمر يصعب حسبانه.

## روابط خارجية
- نوح وبستر على موقع الموسوعة البريطانية (الإنجليزية)
- نوح وبستر على موقع إن إن دي بي (الإنجليزية)